# Afikim
Afikim (hebr. אפיקים; pol. Koryta Rzek) – kibuc położony w Samorządzie Regionu Emek ha-Jarden, w Dystrykcie Północnym, w Izraelu. Członek Ruchu Kibuców (Ha-Tenu’a ha-Kibbucit).

## Położenie
Kibuc jest położony w dolinie Kinaret, w odległości dwóch kilometrów na południe od jeziora Tyberiadzkiego w Dolnej Galilei. Leży w depresji Rowu Jordanu na wysokości 195 metrów p.p.m., pomiędzy rzekami Jordan i Jarkon. Kibuc leży dwanaście kilometrów na południowy wschód od miasta Tyberiady.
W jego otoczeniu znajdują się kibuce Massada, Bet Zera i Aszdot Ja’akow Me’uchad, oraz wioska Menachemja.

## Demografia
Liczba mieszkańców Afikim:

## Historia

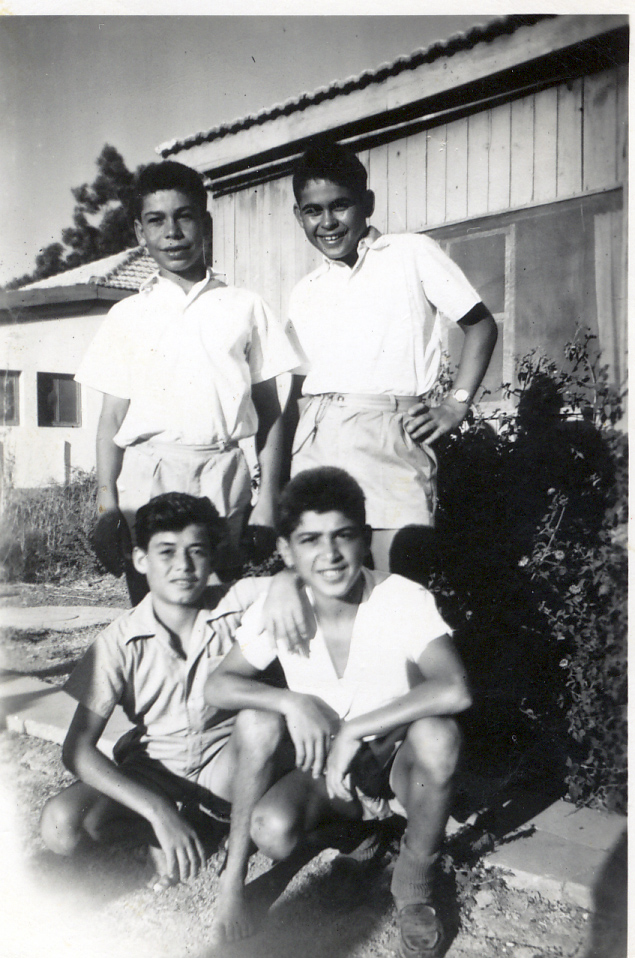
Uczniowie z kibucu Afikim, 1953

Kibuc został założony przez członków młodzieżowego ruchu syjonistycznego Ha-Szomer Ha-Cair, którzy byli imigrantami z Rosji. W 1924 utworzyli oni brygadę roboczą w Górnej Galilei. W 1932 przenieśli się do kibucu Deganja Bet, i w jego pobliżu założyli nową osadę rolniczą. W nowo powstałym kibucu Afikim organizowano kursy szkoleniowe żydowskiej organizacji paramilitarnej Hagana. Kibuc był także bazą oddziałów Palmach.
Przyjęta 29 listopada 1947 Rezolucja Zgromadzenia Ogólnego ONZ nr 181 przyznała te tereny państwu żydowskiemu. Jednak na samym początku wojny o niepodległość rejon doliny zaatakowały wojska syryjskie. W dniach 15-21 maja 1948 doszło tutaj do bitwy o dolinę Kinnarot, podczas której kibuc Afikim był ostrzeliwany przez syryjską artylerię i bombardowany przez lotnictwo. Po wojnie w kibucu odbywały się szkolenia wojskowe żołnierzy-rolników z programu Nahal.
W 1977 kibuc przyjął grupę 77 uchodźców z Wietnamu. W 1980 Afikim znalazł się w poważnym kryzysie gospodarczym. W 2003 rozpoczęto proces częściowej prywatyzacji.

## Kultura i sport
W kibucu znajduje się dom kultury i biblioteka. W skład zaplecza sportowego wchodzi basen kąpielowy, siłownia, boisko do koszykówki, boisko do piłki nożnej i korty tenisowe.

## Edukacja
Kibuc utrzymuje przedszkole.

## Gospodarka
Gospodarka kibucu opiera się na intensywnym rolnictwie (zboża). Uprawia się tutaj daktylowce i banany. W stawach hodowlanych hoduje się ryby. Hodowla bydła obejmuje krowy mleczne.
Działa tutaj firma SAE Afikim produkująca wyposażenie dla mleczarni, oraz firma Afikim Electric Mobilizers produkująca wózki elektryczne (melexy i wózki transportowe).
W 2010 kibuc Afikim podpisał umowę partnerską z Wietnamem. Umowa przewiduje uruchomienie w Wietnamie produkcji mlecznej o wielkości 500 tys. litrów dziennie (około 40% obecnego zużycia w kraju). Wartość projektu wynosi 500 mln USD. Kibuc Afikim jest odpowiedzialny za wszystkie etapy realizacji przedsięwzięcia, w tym przygotowanie gruntów pod uprawy, produkcję paszy i hodowlę bydła mlecznego.

## Infrastruktura
W kibucu znajduje się główna klinika lekarska całego regionu, dom opieki społecznej i sklep wielobranżowy.

## Komunikacja
Przez kibuc przechodzi drogi nr 90 , którą jadąc na północ dojeżdża się do strefy przemysłowej Samakh, a jadąc na południe dojeżdża się do kibucu Aszdot Ja’akow Me’uchad. Jadąc drogą nr 7589 w kierunku wschodnim dojeżdża się do kibuców Massada i Sza’ar ha-Golan, a drogą nr 7579 w kierunku zachodnim do kibucu Bet Zera.